# Anthony Rouault
Anthony Rouault (Villeneuve-sur-Lot, 29 de mayo de 2001) es un futbolista francés que juega como defensa en el Stade Rennes F. C. de la Ligue 1.

## Trayectoria
Se unió al fútbol base del Toulouse F. C. en 2016. Jugó con el primer equipo el 17 de octubre de 2020 al partir como titular en la victoria por 0-1 frente al A. C. Ajaccio en la Ligue 2. En total participó en 86 encuentros antes de ser cedido en septiembre de 2023 al VfB Stuttgart. Al finalizar la cesión siguió en Alemania y en febrero de 2025 regresó a Francia después de fichar por el Stade Rennes F. C.

## Clubes
Actualizado al último partido disputado el 17 de mayo de 2025.
| Club               | País     | Año       | Partidos | Goles |
| ------------------ | -------- | --------- | -------- | ----- |
| Toulouse F. C.     | Francia  | 2020-2023 | 86       | 6     |
| VfB Stuttgart      | Alemania | 2023-2025 | 52       | 1     |
| Stade Rennes F. C. | Francia  | 2025-     | 11       | 0     |

## Palmarés

### Títulos nacionales
| Título          | Club           | País    | Año     |
| --------------- | -------------- | ------- | ------- |
| Ligue 2         | Toulouse F. C. | Francia | 2021-22 |
| Copa de Francia | Toulouse F. C. | Francia | 2022-23 |